# Annan River National Park
Annan River National Park är en nationalpark i Australien.   Den ligger i delstaten Queensland, i den nordöstra delen av landet, 2 200 kilometer norr om huvudstaden Canberra. Annan River National Park ligger 35 meter över havet.
I omgivningarna runt Annan River National Park växer huvudsakligen savannskog.